# Забиякин, Евгений Константинович
Евге́ний Константи́нович Забия́кин (7 (20 марта) 1909, Казань — 29 апреля 2001, Санкт-Петербург) — театральный актёр, заслуженный артист Таджикской ССР (1967).

## Биография
Родился в 7 (20 марта) 1909 года в Казани в небогатой купеческой семье.
В 1929 году был принят в Московский  театр для детей под руководством Наталии Сац (с 1992 года — Российский академический молодёжный театр). В 1930 году принят в Театр-студию под руководством Р. Н. Симонова, учился и работал вместе с Э. М. Тобиашем, Э. Л. Утесовой, И. В. Мурзаевой , Г. Е. Сергеевой, М. В. Зёрновым (будущий архиепископ Киприан).

Зарисовка худ. Э. Г. Мордмилловича. Е. К. Забиякин в роли Сазонова. «Семья Волковых» (1935). Театр-студия п/р Р.Н.Симонова

После объединения в 1937 году театра-студии с Московским театром рабочей молодежи (в 1938 году новый коллектив получил название «Московский театр им. Ленинского комсомола») перешёл на работу в ленинградский Театр-студию под руководством С. Э. Радлова (с 3 мая 1939 года — Театр имени Ленинградского Совета).
В январе 1941 года по семейным обстоятельствам вернулся в Москву и поэтому не разделил судьбу части труппы С. Радлова, попавшей в августе 1942 года во время гастролей в Пятигорске в немецкий плен (в том числе сам С. Радлов с женой — заведующей литчастью театра и переводчиком пьес Шекспира А. Д. Радловой, режиссёр В. С. Иогельсен, актёры Н. Крюков, Т. Якобсон, Б. Виноградов и др.) и по возвращении после войны подвергшейся репрессиям. В 1941—1942 гг. работал в Московском театре им. Н. Баумана и в Московском Современном театре.
В 1942 году переведён в Тульский областной драматический театр им. Горького, который возобновил работу после снятия осадного положения города в конце 1941 года.
В 1945 году поступил в созданный тогда же Московский театр драмы и комедии  под руководством А. К. Плотникова (с 1964 — Московский театр драмы и комедии на Таганке).
В 1951 году был приглашён в Русский драматический театр имени Маяковского (Душанбе), в котором работал до 1989 года.
Награждён знаком «Отличник культурного шефства над Вооружёнными Силами СССР» (Постановление президиума ЦК профсоюза работников культуры от 4 июля 1956 г.) и знаком «За отличную работу» Министерства культуры СССР (Приказ № 850к от 27 ноября 1964 г., удостоверение № 16212), медалями.
С 1991 года жил и 29 апреля 2001 года скончался в Санкт-Петербурге, похоронен на Смоленском кладбище.

## Роли в театре
- 1929 — «Аленький цветочек» по сказке С. Т. Аксакова. Режиссёр: Наталия Сац — купец (первая роль).
- 1931 — «Братья» В. Кукушкина — Пашка Миронов
- 1931 — «Таланты и поклонники» А. Н. Островского. Режиссёр: А. М. Лобанов — Мелузов
- 1932 — «Ты и Вы». Водевили эпохи Французской революции — Феликс
- 1932 — «Энтузиасты» Е. Тарвид и Н. Серебрякова. Режиссёр: Р. Симонов — Старосельцев
- 1933 — «Эллен Джонс» С. Тредуэлл. Режиссёр: Р. Симонов совм. с А. Габовичем — Пастор и Гарри Ро
- 1934 — «Взятие Парижа». Водевили эпохи Французской революции — Командир
- 1934 — «Поднятая целина» по роману М. А. Шолохова. Режиссёр: Р. Симонов совм. с А. Лобановым — Тимофей
- 1934 — «Вишнёвый сад» А. П. Чехова. Режиссёр: А. М. Лобанов — Трофимов
- 1935 — «Семья Волковых» А. Давурина. Режиссёр: Р. Симонов — Сазонов
- 1936 — «Музыкантская команда» Д. Дэля — Макеев
- 1936 — «Свидание» К. Финна. Режиссёр: Р. Симонов — Звягин
- 1937 — «Баку» Н. Никитина. — Мамед
- 1937 — «Бесприданница» А. Н. Островского — Вожеватов
- 1937 — «Дубровский», пьеса по повести А. С. Пушкина. Режиссёр: Р. Симонов — Владимир Дубровский
- 1938 — «Недоросль» Д. И. Фонвизина. Режиссёр: В. С. Иогельсен — Правдин
- 1938 — «Гамлет» Шекспира. Перевод А. Д. Радловой. Режиссёр: Сергей Радлов — Розенкранц.
- 1938 — «Отелло» Шекспира. Перевод А. Д. Радловой. Режиссёр: Сергей Радлов — Кассио
- 1938 — «Ромео и Джульетта» Шекспира. Перевод А. Д. Радловой. Режиссёр: Сергей Радлов — Герцог
- 1944 — «Фельдмаршал Кутузов» В. А. Соловьёва — Александр I
- 1947 — «Как закалялась сталь» по роману Николая Островского — Гимназист
- 1951 — «Коварство и любовь» Ф. Шиллера — Президент
- 1952 — «Потерянное письмо» И. Л. Караджале. Режиссёр: А. А. Герр — Штефан Типареску
- 1952 — «Третья молодость» Бр. Тур. Режиссёр: Л. И. Бочавер, художник: Л. С. Карнеев — Клёнов
- 1953 — «Аленький цветочек» по сказке С. Т. Аксакова. Режиссёр: Э. П. Змойро — Купец
- 1953 — «Овод» по Э. Л. Войнич. Режиссёр: А. А. Герр — Мартини
- 1953 — «Испанский священник» Фрэнсиса Бомонта.  Режиссёр: А. П. Тутышкин — Дон Хайме
- 1955 — «Мачеха» О. Бальзака — Рамель, прокурор
- 1959 — «Мария Стюарт» Ф. Шиллера. Режиссёр: В. Я. Ланге, художник: Л. С. Карнеев — Лестер.
- 1967 — «Оптимистическая трагедия» Вс. Вишневского — командир корабля
- 1967 — «Чти отца своего» В. В. Лаврентьева — Арсений
- 1967 — «Любовь Яровая» К. А. Тренева — Елисатов
- 1967 — «Дармоеды» Г. Чики — Бенце Замони
- 1968 — «Сохрани мою тайну» В. Собко — Фёдор Коваленко - художник
- 1972 — «Чайка» А. П. Чехова. Режиссёр: В. Я. Ланге — Дорн, врач
- 1976 — «Интервью в Буэнос-Айресе» Г. А. Боровика — Хименес
- «Бронепоезд 14-69» В. В. Иванова — Вершинин
- «Последняя жертва» А. Н. Островского — Дульчин
- 1981 — «Женитьба» Н. В. Гоголя — Яичница
- «Без вины виноватые» А. Н. Островского — Дудукин
- «Воскресение» Л. Н. Толстого — Нехлюдов
- «Живой труп» Л. Н. Толстого — Фёдор Васильевич Протасов
- «На дне» М. Горького — Барон
- «Гнездо глухаря» В. С. Розова — Судаков
- «Три мушкетёра» А. Дюма — Ришельё
- «Ханума» А. Цагарели — князь Вано Понтиашвили
- 1970 — «Трансвааль в огне» Г. Блума. Режиссёр: Ф. Ташмухамедов — Ндиманди
- «Деньги для Марии» по повести В. Г. Распутина — Евгений Николаевич
- 1987 — «Цилиндр» Эдуардо де Филиппо — Агостино (последняя роль)

Всего более 100 ролей за 60 лет на сцене.

## Награды
- медаль «В память 800-летия Москвы» 1947
- медаль «За трудовое отличие» (Указ Президиума ВС СССР от 24 апреля 1957 года)
- медаль «За трудовую доблесть» (Указ Президиума ВС СССР от 23 октября 1954 года)
- медаль «Ветеран труда» (Указ Президиума ВС Таджикской ССР от 27 мая 1976 года)